# Saint-Romain-de-Colbosc
Saint-Romain-de-Colbosc är en kommun i departementet Seine-Maritime i regionen Normandie i norra Frankrike. Kommunen ligger i kantonen Saint-Romain-de-Colbosc som tillhör arrondissementet Le Havre. År 2022 hade Saint-Romain-de-Colbosc 4 608 invånare.

## Befolkningsutveckling
Antalet invånare i kommunen Saint-Romain-de-Colbosc
| Referens: INSEE |